# Murilo de Almeida
Murilo de Almeida (Presidente Prudente, 21 de gener de 1989) és un futbolista. Va disputar 7 partits amb la selecció de Timor Oriental.

## Estadístiques[1]
| Selecció de Timor Oriental | Selecció de Timor Oriental | Selecció de Timor Oriental |
| Anys                       | Partits                    | Gols                       |
| -------------------------- | -------------------------- | -------------------------- |
| 2012                       | 3                          | 3                          |
| 2013                       | 0                          | 0                          |
| 2014                       | 4                          | 3                          |
| Total                      | 7                          | 6                          |